# Joseph Haas
Joseph Haas (Maihingen, 19 de marzo de 1879-Múnich, 30 de marzo de 1960) fue un compositor y pedagogo musical alemán cuya obra se enmarca dentro de tardo romanticismo.

## Biografía
Joseph Haas era hijo de la segunda mujer del profesor Alban Haas. Su hermano mayor fue el religioso e historiador Alban, que era hijo de la primera esposa de su padre y había heredado el nombre de este. Ambos hermanos tuvieron relación de por vida, tanto durante su educación en el instituto como posteriormente en la Catedral de Espira.
Inicialmente Joseph trabajó como maestro, como su padre, siendo entre 1897 y 1904 profesor de magisterio en Lauingen.
En 1904 conoció a Max Reger y aprovechó para profundizar en sus inquietudes musicales y viajar con el a estudiar música en Leipzig. Concluyó estos estudios en 1909 y en 1911 se matriculó en composición en el conservatorio de Stuttgart, donde en 1916 fue nombrado profesor. 
Entre 1919 y 1921 dirigió el coro “Singakademie zu Glogau”. 
Entre 1924 y 1950 impartió clases en la “Akademie für Tonkunst” de Múnich (hoy en día “Escuela Superior de Música y Teatro de Munich”) como profesor numerario.
En 1921, junto a Paul Hindemith y Heinrich Burkard fundó el festival Donaueschinger Musiktage.
Durante la época del nazismo Haas fue represaliado repetidamente por su defensa de la música moderna (englobada dentro del llamado “arte degenerado” para los nazis) y su práctica activa de la religión católica. Tras la Segunda Guerra Mundial fue nombrado director de la “Escuela Superior de Música y Teatro de Munich”, cargo que ocupó hasta su jubilación en 1950), tras un duro periodo en el que había dirigido su reconstrucción. 
Durante su vida profesional fue un exitoso y respetado compositor y cuando cumplió 75 años se celebraron numerosos festivales y conciertos en su honor en ambas Alemanias.
Dentro de su labor como reconocido pedagogo, entre sus alumnos hay decenas de reconocidas figuras musicales, como Theodor Pröpper (1896–1979), Otto Jochum (1898–1969), Karl Gustav Fellerer (1902–1984), Eugen Jochum (1902–1987), Heinrich Simbriger (1903–1976), Karl Amadeus Hartmann (1905–1963), Karl Höller (1907–1987), Philipp Mohler (1908–1982), Cesar Bresgen (1913–1988), Ernst Kutzer (1918–2008), Rudolf Mors (1920–1988), Wolfgang Sawallisch (1923–2013), Hans Walter Kämpfel (1924–2016) y Theo Brand (1925–2016).
Su último trabajo fue un himno para el “37 congreso eucarístico Mundial” en 1960.

## Premios y reconocimientos (selección)
- 1909. Premio Arthur Nikisch de composición
- Doctor honoris causa de la Universidad de Múnich
- Doctor honoris causa del Instituto Papal de Música Sacra de Roma
- 1950. Presidente honorífico de la Escuela Superior de Música y Teatro de Múnich
- Senador honorífico de la Hochschule für Musik und Darstellende Kunst de Stuttgart
- Senador honorífico de la Hochschule für Musik Carl Maria von Weber de Dresde
- Senador honorífico de la Hochschule für Musik und Theater „Felix Mendelssohn Bartholdy“ de Leipzig
- Miembro honorífico de la Sociedad Alemana de Componistas
- 1952. Gran curz de servicio de la República Federal Alemana
- 1959. Mérito de Baviera

Su amigo Rupert Egenberger fundó en 1949 la “Sociedad Joseph Haas en honor a su música y su persona. 
En Bad Aibling existe desde 1966 un coro en su honor (el “Joseph-Haas-Chor”).

## Composiciones (selección)

### Obras para orquesta
- Das Grab im Busento, eine symphonische Phantasie nach dem gleichnamigen Platenschen Gedicht (1902)
- Ein symphonisches Idyll mit einem Intermezzo und einem Menuett (1903)
- Felice notte, eine symphonische Episode für Orchester (1903)
- Symphonische Suite (1913)
- Heitere Serenade (op. 41, 1913/14)
- Variationen und Rondo über ein altdeutsches Volkslied (op. 45, 1916/17)
- Variationensuite über ein altes Rokokothema (op. 64, 1924)
- Lyrisches Intermezzo (1937)
- Ouvertüre zu einem frohen Spiel (op. 95, 1943)
- Der Tod auf dem Apfelbaum, Musik zu einem Hörspiel nach Paul Osborn (op. 101 b, 1945)

### Música de cámara
- Streichquartett g-Moll (op. 8)
- Violinsonate h-Moll (op. 21)
- Divertimento D-Dur (op. 22) für Streichtrio
- Waldhornsonate F-Dur (op. 29)
- Divertimento C-Dur (op. 30a) für Streichquartett
- Kammertrio a-Moll (op. 38) für zwei Violinen und Klavier
- Streichquartett A-Dur (op. 50)

### Música para piano
- Wichtelmännchen (op. 27)
- Gespenster (op. 34)
- Hausmärchen (op. 35, op. 43, op. 53)
- Eulenspiegeleien (op. 39)
- Alte unnennbare Tage Elegien für Klavier (op. 42)
- Sonate a-Moll (op. 46)

### Misas
- Eine Deutsche Singmesse (op. 60)
- Speyerer Domfestmesse (op. 80)
- Christ-König-Messe (op. 88)
- Münchener Liebfrauenmesse (op. 96)
- Te Deum (op. 100)
- Totenmesse (op. 101)
- Misa alemana de Navidad (op. 105)
- Coro de misa alemana (op. 108)
- Dos sonatas (D-Dur, a-Moll) (op. 61)
- Cuatro sonatinas (C-Dur, d-Moll, G-Dur, F-Dur) (op. 94)
- Klangspiele, diez piezas cortas para piano (op. 99)

### Música para órgano
- Drei Präludien und Fugen (c-Moll, g-Moll, D-Dur) (op. 11)
- Sonate c-Moll (op. 12)
- Suite d-Moll (op. 20)
- Suite A-Dur (op. 25)

### Oratorios
- Die heilige Elisabeth (op. 84)
- Christnacht (op. 85)
- Das Lebensbuch Gottes (op. 87)
- Das Lied von der Mutter (op. 91)
- Das Jahr im Lied (op. 103)
- Die Seligen (op. 106)